# Lourdes-Grotte (Treffelhausen)

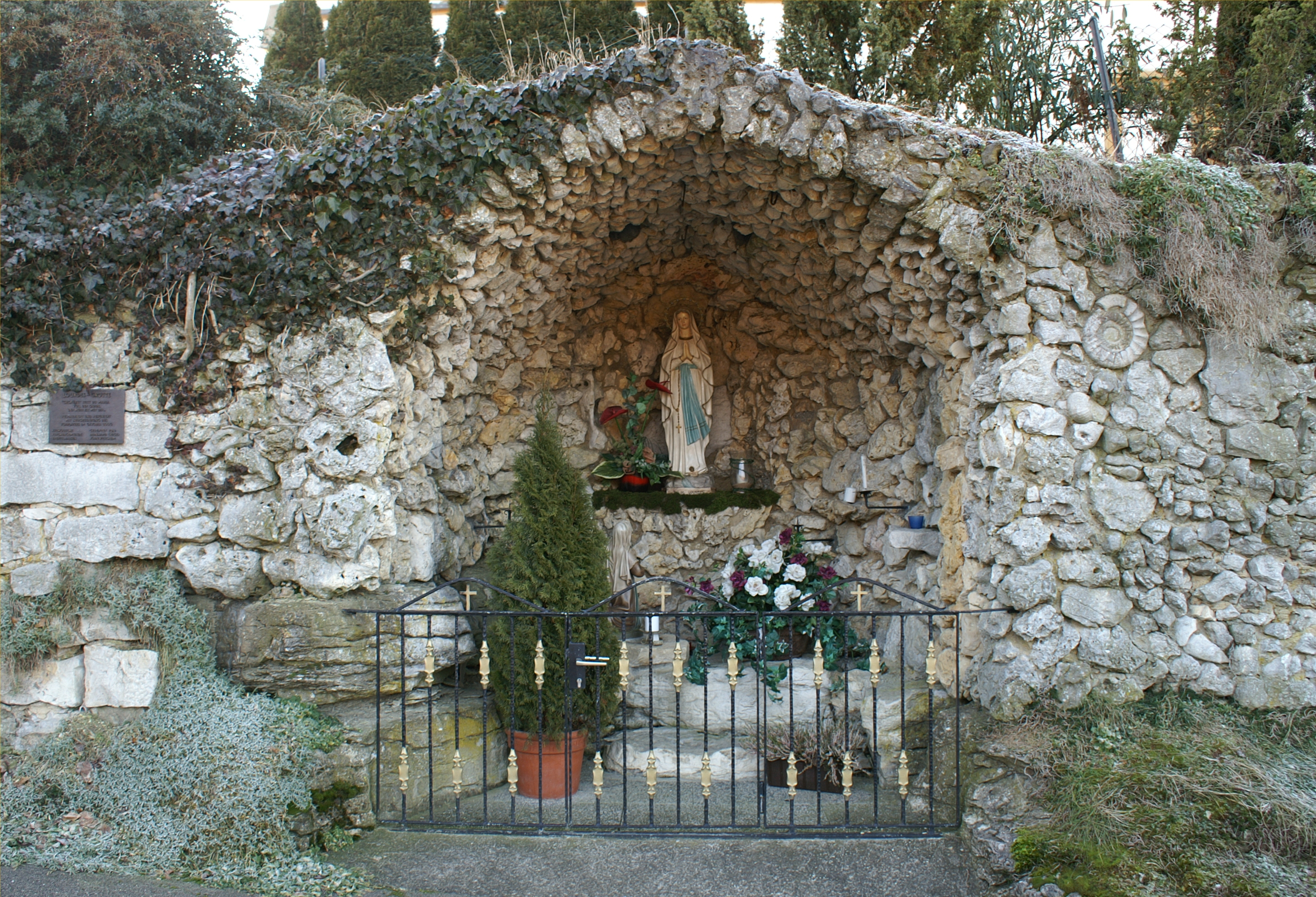
Die Lourdes-Grotte in Treffelhausen

Die Lourdes-Grotte befindet sich  im Ortsteil Treffelhausen der Gemeinde Böhmenkirch (Landkreis Göppingen in Baden-Württemberg). Sie ist integriert in der Stützmauer unterhalb der Sankt Vitus-Kirche gegenüber dem Pfarrhaus. Ein Hinweisschild steht am Ortseingang, von Eybach kommend, in der Roggentalstraße.

## Beschreibung
Die nach der Lourdes-Grotte benannte Grotte ist etwa 2 m breit und 2,50 m tief. Ein schmiedeeisernes Tor ziert den Eingang. In der Grotte befindet sich eine Muttergottes mit Bernadette-Statue. Auf einem bronzenen Hinweisschild links vor dem Eingang ist die letzte Erneuerung beschrieben.

## Geschichte
Nachdem die ehemalige Lourdesgrotte, welche sich im Kirchhof befunden hatte, eingestürzt war, wurde im Jahr 1964 beim Errichten einer neuen Stützmauer diese Grotte eingerichtet. Sie wurde im Jahr 2000 erneut renoviert. Ein ehemaliger Bewohner der Hofes unterhalb der Kirche namens Bernhard Geiger aus Kornwestheim hatte sich an seine Heimat erinnert und die Grotte auf eigene Rechnung wieder erneuert. Einige Handwerker aus Treffelhausen erbrachten dazu auch unentgeltlich Arbeiten. Im Zuge dieser Renovierung wurde auch gegenüber der Grotte ein Vorplatz angelegt, wo eine Bank zum Verweilen aufgebaut ist. Auf diesem Vorplatz war nach dem großen Brand von Treffelhausen 1857 eine Notkirche errichtet worden.